# Sadie McKee
Sadie McKee è un film statunitense del 1934 diretto da Clarence Brown.